# Erwin N'Guéma Obame
Pour les articles homonymes, voir Nguema.
Erwin Nguéma Obame est un footballeur gabonais né le 7 mars 1989 à Bitam. Il évolue au poste de défenseur avec le Cotonsport Garoua.

## Carrière
- 2007-2009 : Cotonsport Garoua ( Cameroun)
- 2009-201. : US Bitam ( Gabon)

## Palmarès
- Championnat du Cameroun de football : 2010